# Crox Alvarado
Crox Alvarado, nombre artístico de Cruz Pío Socorro Alvarado Bolaños, (3 de mayo de 1910, San José, Costa Rica - 30 de enero de 1984, Distrito Federal, México) fue un actor, luchador, caricaturista y guionista costarricense, que trabajó en la llamada Época de Oro del Cine Mexicano.

## Biografía
Crox Alvarado, registrado como Cruz Pío Socorro Alvarado Bolado, nace en la ciudad de San José, Costa Rica el 3 de mayo de 1910, a los 18 años se traslada a México, en donde inicia una carrera como luchador, deporte muy popular en el país azteca, al lado de gladiadores como Jesús Murciélago Velázquez,  Daniel Aldana y Polo Juárez, entre otros. Por esa época conoce al popular Jorge Negrete, y es el quien lo convence de participar en cine, debutando en pequeños papeles, hasta que el mismo Negrete le ayuda a conseguir un mejor papel en una cinta que el protagoniza: El cementerio de las águilas (1939). En 1942 trabaja bajo la dirección de Fernando Soler en El barbero prodigioso, y es mientras filmaba esta película que conoce a la que sería su esposa, la actriz Amanda del Llano.
En 1944 la legendaria Lupe Vélez, filma su última película antes de suicidarse -Naná- y es Crox quien gana el papel estelar que acompañaría a la potosina. Es a partir de esta que Crox gana más papeles de relevancia y paralelamente colabora como dibujante en la revista Filmográfico, con notables caricaturas de estrellas nacionales e internacionales, posteriormente las hará para Cinema Reporter, faceta que dejará poco tiempo después para dedicarse de lleno a la actuación en donde ya ganaba mayor relevancia, gracias a películas como Pasiones tormentosas (1946), de Juan Orol, al lado de María Antonieta Pons, Yo maté a Rosita Alvirez (1947), con Luis Aguilar y María Luisa Zea, Si Adelita se fuera con otro (1948), con Jorge Negrete y Gloria Marin, Cortesana, con Meche Barba y Doña Diabla (1950) con María Félix y Perla Aguiar.
A principios de los años 50 decide colaborar con su gran amigo Jorge Negrete en la ANDA, en donde funge como secretario del astro mexicano, es en este tiempo que él se encargó de reunir a María Félix y a Jorge, después de que la diva mexicana regresara de Europa, el reencuentro terminó en matrimonio y Crox fue uno de los testigos del enlace. 1953 fue un año de contrastes para Crox, ya que muere su gran amigo Jorge Negrete y protagoniza las que quizá sean sus películas más importantes: La bestia magnífica, coprotagonizando con su colega luchador  Wolf Ruvinskis, y una de las mujeres más bellas de entonces: Miroslava Stern, esta película es recordada por ser la que inauguró el género de luchadores, que sería muy popular en la siguiente década y La red, con Rossana Podestà y bajo la dirección de Emilio Fernández, que gana el premio de la mejor película contada en imágenes en el festival de Cannes.
Participar en La bestia magnífica fue un parteaguas en la carrera de Alvarado, ya que partir de esta fue un actor protagónico recurrente de cintas de este subgénero y otras de la denominada clase B, como: El enmascarado de plata (1954), que iniciaría el mito de El Santo (a pesar de que en este film no participó), cuyas películas fueron todo un éxito en los sesenta y con quien se relacionaba siempre a Crox, ya que muchos creían que bajo la máscara del célebre luchador se escondía el actor. También participó en proyectos que en la actualidad se han vuelto de culto en Europa como Ladrón de cadáveres (1957), junto a la diva Columba Domínguez y considerada la mejor película de ciencia ficción mexicana de la historia, y los tres Films sobre La momia azteca (1957-1958), junto a Ramón Gay, Rosita Arenas y Stella Inda.  
En lo sesenta sigue su actividad y en 1968 participaría con El Santo en Atacan las brujas, con la que el mito de que el mismo era el luchador se apagaría, en la década siguiente escribiría un par de argumentos, uno de ellos de gran éxito: La sotana de un reo, protagonizada por Gregorio Casals y el mismo. Su última aparición sería un año antes de su muerte por problemas cardiovasculares en El sargento Capulina (1983), con el rey del humorismo blanco Gaspar Henaine “Capulina”. Crox fallece en la Ciudad de México el 30 de enero de 1984.

## Filmografía
- 1983  El sargento Capulina
- 1980  Chicoasén
- 1979  La sotana del reo ... Comisario
- 1976  Alas doradas
- 1974  La corona de un campeón
- 1974  El tigre de Santa Julia ... Cruz
- 1973  Una rosa sobre el ring ... Rodrigo Martínez, El Enmascarado Negro
- 1969  Santo contra Capulina ... Jefe de policía
- 1969  Duelo en El Dorado
- 1968  La mujer murciélago ... Inspector
- 1968  Atacan las brujas ... Abogado / esbirro
- 1967  El camino de los espantos ... Zopilote
- 1967  Los alegres Aguilares ... Fermín
- 1967  La isla de los dinosaurios ... Hombre de las cavernas
- 1967  El forastero vengador
- 1967  Los hermanos Centella
- 1966  Juan Pistolas
- 1966  Juan Colorado ... Amigo de Juan
- 1965  El tigre de Guanajuato: Leyenda de venganza
- 1965  La loba ... Crumba
- 1965  El rifle implacable
- 1965  Diablos en el cielo
- 1964  Face of the Screaming Werewolf ... Ayudante de Redding con gafas
- 1963  La sombra blanca
- 1963  Los chacales
- 1963  La muerte en el desfiladero
- 1963  Sitiados por la muerte
- 1962  El asalta caminos ... Hilarión Mercado
- 1962  Horizontes de sangre
- 1962  Cazadores de cabezas ... El Malayo
- 1961  El hijo del charro negro ... Ciriaco
- 1961  El Bronco Reynosa
- 1961  Duelo indio
- 1961  El tiro de gracia
- 1960  El torneo de la muerte
- 1960  La ley de las pistolas
- 1960  Bala de Plata en el pueblo maldito ... Don Manuel
- 1960  Herencia trágica ... Hilarión Mercado
- 1960  Las rosas del milagro ... Emperador Moctezuma
- 1960  Los tigres del ring
- 1958  El jinete negro ... Hilarión Mercado
- 1958  La momia azteca contra el robot humano ... Pinacate
- 1957  El caudillo
- 1957  Furias desatadas
- 1957  Secuestro diabólico
- 1957  La marca de Satanás
- 1957  La maldición de la momia azteca ... Pinacate / El Ángel
- 1957  La momia azteca ... Pinacate
- 1957  Ladrón de cadáveres ... Capt. Carlos Robles
- 1957  El jinete sin cabeza ... Don Álvaro
- 1954  Estoy tan enamorada
- 1954  Al son del charlestón
- 1954  El enmascarado de plata ... Julio
- 1953  Reportaje ... Médico joven
- 1953  La bestia magnífica (Lucha libre) ... David
- 1953  La red ... Antonio
- 1953  Ambiciosa ... Óscar Ramírez
- 1951  Toast to Love ... Cadete
- 1951  En carne viva ... Fernando Herrera
- 1950  El desalmado ... Mayor Rosales, comandante de policía
- 1950  Doña Diabla ... Esteban
- 1949  La Mancornadora
- 1948  Espuelas de oro
- 1948  Cortesana
- 1948  Si Adelita se fuera con otro ... Mayor Federico Enríquez
- 1947  La malagueña ... Rogelio Garmendia
- 1947  Yo maté a Rosita Alvírez
- 1946  Pasiones tormentosas ... José
- 1946  Recuerdos de mi valle
- 1945  Tuya en cuerpo y alma ... Hugo
- 1944  Rosa de las nieves
- 1944  Las calaveras del terror
- 1944  Naná ... Fontan
- 1944  San Francisco de Asís
- 1943  El misterioso ... señor Marquina (no acreditado)
- 1943  Tierra de pasiones
- 1943  Yolanda
- 1942  Águila roja ... Gilberto
- 1942  El barbero prodigioso ... Octavio, amante de Fanny
- 1940  Borrasca humana
- 1940  El fantasma de medianoche
- 1939  Una luz en mi camino
- 1939  Papacito lindo ... Galán de cine
- 1939  El hotel de los chiflados
- 1939  Caballo a caballo
- 1939  El cementerio de las águilas ... Capitán Alemán
- 1939  Cada loco con su tema ... Secretario de notario (no acreditado)
- 1938  Hombres del mar ... Rigobertito (no acreditado)
- 1938  Canción del alma ... Oficial
- 1937  Bajo el cielo de México